# Студеничани
Студеничани (мкд. Студеничани) су насеље у Северној Македонији, у северном делу државе. Студеничани су седиште истоимене општине Студеничани, која окупља јужна предграђа Града Скопља.

## Географија
Студеничани су смештени у северном делу Северне Македоније. Од најближег већег града, Скопља, насеље је удаљено 15 km југоисточно.
Насеље Студеничани је у оквиру историјске области Торбешија, која се обухвата јужни обод Скопског поља. Насеље је смештено на прелазу из поља на северу у брдски предео ка југу. Пар километара северно протиче Вардар. Јужно од насеља издиже се планина Китка. Надморска висина насеља је приближно 290 метара.
Месна клима је измењена континентална са мањим утицајем Егејског мора (жарка лета).

## Становништво
Студеничани су према последњем попису из 2002. године имали 5.786 становника.
Етнички састав:
| Националност | Укупно        |
| Албанци      | 5.585 (96,5%) |
| Македонци    | 160 (2,8%)    |
| остали       | 41 (0,7%)     |

Већинска вероисповест је ислам.